# تک‌بر
تَک‌بَرها (به انگلیسی: Uniporters) یا همان حامل‌های محلول، نوعی پروتئین‌های غشایی هستند که به‌طور ساده به انتقال مواد از طریق غشای سلول کمک می‌کنند. این مواد می‌توانند شامل مولکول‌های کوچک، یون‌ها یا سایر ترکیبات باشند. تک‌برها از فرآیندی به نام انتشار تسهیل‌شده استفاده می‌کنند که مواد را از جایی که غلظت بیشتری دارند به جایی که غلظت کمتری دارد منتقل می‌کند، بدون نیاز به انرژی. برخلاف روش‌های دیگر مانند انتقال فعال، این فرایند کاملاً وابسته به تفاوت غلظت است و نیازی به انرژی مانند آی‌تی‌پی ندارد.
تک‌برها (که انتقال‌دهنده‌های تکی هم نامیده شده‌اند) فقط یک نوع مولکول یا یون خاص را جابه‌جا می‌کنند و به دو نوع کلی تقسیم می‌شوند: کانال‌ها و حامل‌ها. کانال‌ها به محرک‌های خاصی مانند ولتاژ، فشار یا اتصال مولکول‌های خاص (لیگاندها) واکنش نشان داده و باز می‌شوند تا جریان آزاد مواد امکان‌پذیر شود. حامل‌ها نیز به مواد خاص متصل می‌شوند و آنها را از غشا عبور می‌دهند.
تک‌برها در بخش‌های مختلف سلول مانند غشای سلولی، غشای داخلی میتوکندری و نورون‌ها یافت می‌شوند. در میتوکندری، تک‌برها مسئول جذب کلسیم هستند که نقشی مهم در پیام‌رسانی سلولی و فرآیندهایی مانند مرگ برنامه‌ریزی‌شده سلولی (آپوپتوز) دارد. در نورون‌ها، کانال‌های تک‌بر پتاسیم که وابسته به ولتاژ هستند، در ارسال پیام‌های عصبی نقش کلیدی ایفا می‌کنند. این کانال‌ها با رسیدن ولتاژ به حد معین، باز شده و باعث انتقال پیام الکتریکی در طول نورون می‌شوند.
حامل‌های گلوکز که نوعی تک‌بر هستند، گلوکز را از خون یا فضای بیرونی به داخل سلول منتقل می‌کنند. این گلوکز معمولاً در فرآیندهای متابولیکی برای تولید انرژی استفاده می‌شود.
به‌طور کلی، تک‌برها برای فرآیندهای ضروری مانند جذب مواد مغذی، دفع مواد زائد و حفظ تعادل یونی در سلول‌ها بسیار حیاتی هستند. این پروتئین‌ها به عملکرد صحیح سلول‌ها و بافت‌های بدن کمک می‌کنند و نقش مهمی در سلامت کلی بدن ایفا می‌کنند.
ناقل گلوکز GLUT1 که در گلبول‌های قرمز یافت می‌شود نمونه‌ای از یک تک‌بر است. تک‌بَرها در بسیاری از سلول‌ها وجود دارند و برای انتقال انواع مختلفی از سوبستراها مانند گلوکز، آمینواسیدها، یون‌ها و غیره استفاده می‌شوند. تک‌بَرها در فعالیت‌هایی مانند جذب گلوکز توسط سلول‌های بدن، خارج کردن لاکتات از سلول‌های عضلانی و کلیه‌ها، جذب آهن توسط سلول‌های روده و کبد، جذب سرماخورده‌ها توسط سلول‌های تخمدان و غیره نقش دارند.

## کشف

انتشار تسهیل‌شده با استفاده از پروتئین‌های انتقال‌دهنده

تحقیقات اولیه در قرن ۱۹ و ۲۰ دربارهٔ اسمز و پدیده انتشار پایه‌ای برای درک انتقال غیرفعال مولکول‌ها از طریق غشاهای سلولی ایجاد کرد.
در سال ۱۸۵۵، فیزیولوژیست آدولف اویگن فیک اولین کسی بود که اسمز و انتشار ساده را به‌عنوان تمایل محلول به حرکت از ناحیه‌ای با غلظت بیشتر به ناحیه‌ای با غلظت کمتر تعریف کرد. این مفهوم بعدها به‌عنوان قوانین نفوذ فیک شناخته شد.
در دهه ۱۸۹۰، تحقیقات چارلز اورتون نشان داد که غشای زیستی یک غشای نیمه‌تراوا است، که این کشف برای درک تنظیم ورود و خروج مواد از سلول‌ها اهمیت زیادی داشت. کشف انتشار تسهیل‌شده توسط Wittenberg و Scholander نشان داد که پروتئین‌های موجود در غشای سلولی در انتقال مولکول‌ها کمک می‌کنند.
در دهه‌های ۱۹۶۰ و ۱۹۷۰، مطالعاتی دربارهٔ انتقال گلوکز و سایر مواد مغذی انجام شد که به ویژگی‌های خاص و انتخاب‌گری پروتئین انتقال غشاءها پرداخت.
پیشرفت‌های فناورانه در زیست‌شیمی امکان جداسازی و شناسایی این پروتئین‌ها از غشاهای سلولی را فراهم کرد. مطالعات ژنتیکی بر روی باکتری و مخمر ژن‌هایی را شناسایی کردند که مسئول رمزگذاری انتقال‌دهنده‌ها بودند. این منجر به کشف انتقال‌دهنده‌های گلوکز (پروتئین‌های GLUT) شد، که اولین نوع شناسایی‌شده از آنها GLUT1 بود.
شناسایی خانواده‌های ژنی که انواع مختلفی از انتقال‌دهنده‌ها را رمزگذاری می‌کنند، مانند خانواده حامل‌های محلول (SLC), اطلاعات بیشتری دربارهٔ تک‌برها و عملکرد آنها ارائه داد.
تحقیقات جدید با استفاده از تکنیک‌های دی‌ان‌ای نوترکیب، الکتروفیزیولوژی و تصویربرداری پیشرفته به بررسی عملکرد تک‌برها می‌پردازند. این آزمایش‌ها برای کلون‌سازی و بیان ژن‌های انتقال‌دهنده در سلول‌های میزبان طراحی شده‌اند تا ساختار سه‌بعدی تک‌برها را تحلیل کنند و حرکت یون‌ها را از طریق پروتئین‌ها در زمان واقعی مشاهده کنند. کشف جهش‌ها در تک‌برها با بیماری‌هایی مانند کمبود Glut1, فیبروز سیستیک، بیماری هارت‌ناپ، primary hyperoxaluria و فلج دوره‌ای هیپوکالمی مرتبط است.

## انواع

### گلوکزبرها
انتقال‌دهنده گلوکز (GLUTs) نوعی تک‌بر است که مسئول انتشار تسهیل‌شده مولکول‌های گلوکز از غشاهای سلولی است.
گلوکز منبع انرژی حیاتی برای اکثر سلول‌های زنده است، اما به دلیل اندازه بزرگ آن نمی‌تواند به‌راحتی از غشای سلولی عبور کند. انتقال‌دهنده گلوکز به‌طور تخصصی در انتقال گلوکز از غشا عمل می‌کند. پروتئین‌های GLUT دارای چندین نوع ایزوفرم هستند که هر کدام در بافت (زیست‌شناسی)‌های مختلف توزیع شده و ویژگی‌های سینتیک شیمیایی متفاوتی دارند.

انتقال‌دهنده گلوکز

گلوکربرها نوعی پروتئین‌های غشای سراسری هستند که از مارپیچ آلفا تشکیل شده‌اند. این پروتئین‌ها توسط ژن‌های SLC2 کدگذاری می‌شوند و بر اساس شباهت ساختار اولیه پروتئین به سه دسته تقسیم می‌شوند. در انسان، ۱۴ نوع پروتئین GLUT شناسایی شده است.
در دسته اول، GLUT1 یکی از پرمطالعه‌ترین ایزوفرم‌ها و GLUT2 قرار دارند. GLUT1 در بافت‌هایی مانند گلبول قرمز، مغز و سد خونی مغزی یافت می‌شود و مسئول جذب پایه‌ای گلوکز است. GLUT2 عمدتاً در کبد، لوزالمعده و روده کوچک وجود دارد و در ترشح انسولین از سلول بتا نقش مهمی دارد.
دسته دوم شامل GLUT3 و GLUT4 است. GLUT3 عمدتاً در مغز، نورون‌ها و جفت جنین یافت می‌شود و تمایل بالایی برای جذب گلوکز به نورون‌ها دارد. GLUT4 در جذب گلوکز وابسته به انسولین نقش دارد و عمدتاً در بافت‌های حساس به انسولین مانند ماهیچه‌ها و بافت چربی قرار دارد.
در دسته سوم، GLUT5 قرار دارد که در روده کوچک، کلیه، بیضه و ماهیچه اسکلتی یافت می‌شود. برخلاف سایر GLUTها، GLUT5 به‌طور خاص فروکتوز را انتقال می‌دهد و نه گلوکز.
انتقال‌دهنده‌های گلوکز به مولکول‌های گلوکز اجازه می‌دهند تا بر اساس شیب غلظت از نواحی با غلظت بالا به نواحی با غلظت پایین حرکت کنند. این فرایند اغلب شامل انتقال گلوکز از فضای خارج‌سلولی یا خون به داخل سلول است. شیب غلظت ایجاد شده توسط گلوکز، این فرایند را بدون نیاز به ATP پیش می‌برد.
وقتی گلوکز به انتقال‌دهنده گلوکز متصل می‌شود، کانال‌های پروتئینی تغییر شکل داده و گلوکز را از غشا عبور می‌دهند. پس از جدا شدن گلوکز، پروتئین به شکل اولیه خود بازمی‌گردد. این انتقال‌دهنده‌ها برای فرآیندهای فیزیولوژیکی که نیاز به انرژی زیادی دارند، مانند مغز، ماهیچه‌ها و کلیه‌ها، حیاتی هستند. همچنین بیماری‌هایی مانند دیابت که مربوط به متابولیسم گلوکز هستند، اهمیت تنظیم جذب گلوکز را در مدیریت بیماری نشان می‌دهند.

### تک‌بر کلسیم میتوکندریایی
تک‌بر کلسیم میتوکندریایی (MCU) یک مجموعه پروتئینی در غشای داخلی میتوکندری است که برای جذب یون‌های کلسیم (Ca2+) از سیتوپلاسم به ماتریکس میتوکندری عمل می‌کند. انتقال یون‌های کلسیم در تنظیم تولید انرژی در میتوکندری، پیام‌رسانی کلسیمی سیتوزولی و مرگ سلولی نقش دارد. این تک‌بر زمانی فعال می‌شود که سطح کلسیم سیتوزولی به بالای ۱ µM برسد.
مجموعه MCU شامل چهار بخش است: زیرواحدهای تشکیل‌دهنده کانال، زیرواحدهای تنظیمی MICU1 و MICU2، و یک زیرواحد کمکی به نام EMRE. این زیرواحدها با هم کار می‌کنند تا جذب کلسیم در میتوکندری را تنظیم کنند. به‌طور خاص، زیرواحد EMRE برای انتقال کلسیم عمل می‌کند و زیرواحد MICU فعالیت MCU را برای جلوگیری از افزایش بیش از حد کلسیم در سیتوزول به دقت تنظیم می‌کند. کلسیم برای مسیرهای پیام‌رسانی و همچنین مسیرهای مرگ سلولی در سلول‌ها بنیادی است. عملکرد تک‌بر میتوکندریایی برای حفظ هم‌ایستایی سلولی بسیار مهم است.
زیرواحدهای MICU1 و MICU2 یک هترودیمِر هستند که با یک دی‌سولفید به هم متصل شده‌اند. هنگامی که سطح کلسیم در سیتوپلاسم بالا باشد، هترودیمِر MICU1-MICU2 دچار تغییر ساختاری می‌شود. این زیرواحدها به‌طور همکاری فعال می‌شوند، به این معنا که اتصال یون Ca2+ به یکی از زیرواحدهای MICU در هترودیمِر باعث تغییر ساختاری در زیرواحد دیگر می‌شود. جذب کلسیم توسط مبادله‌گر سدیم-کلسیم متعادل می‌شود.

### انتقال‌دهنده اسید آمینه خنثی بزرگ

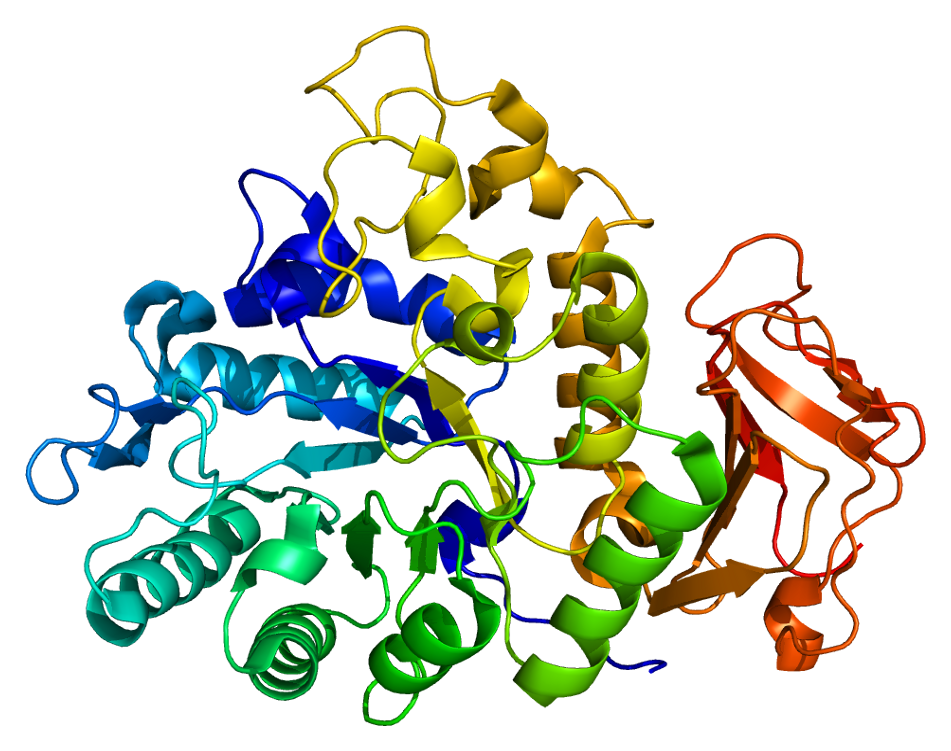
ژن کدکننده پروتئین SLC3 برای LAT1

انتقال‌دهنده اسید آمینه نوع L (LAT1) یک تک‌بر است که انتقال اسیدهای آمینه خنثی مانند تریپتوفان، لوسین (اسید آمینه), هیستیدین، پرولین و آلانین را میانجی‌گری می‌کند.
LAT1 انتقال اسیدهای آمینه با شاخه‌های بزرگ یا آمینو اسیدهای آروماتیک را تسهیل می‌کند. این انتقال‌دهنده، اسیدهای آمینه ضروری را به بافت پوششی روده، جفت جنین و سد خونی مغزی منتقل می‌کند تا فرآیندهای سلولی مانند متابولیسم و پیام‌رسانی سلولی انجام شوند.
این انتقال‌دهنده در دستگاه عصبی مرکزی اهمیت ویژه‌ای دارد، زیرا اسیدهای آمینه لازم را برای سنتز پروتئین و تولید ناقل عصبی در سلول‌های مغزی فراهم می‌کند. آمینو اسیدهای آروماتیک مانند فنیل‌آلانین و تریپتوفان پیش‌سازهای ناقل‌های عصبی مانند دوپامین، سروتونین و نوراپی‌نفرین هستند.
LAT1 یک پروتئین غشایی از خانواده SLC7 است و با عضو خانواده SLC3 به نام 4F2hc همکاری می‌کند تا یک هترودیمری به نام کمپلکس 4F2hc را تشکیل دهد.
این هترودیمِر شامل یک زنجیره سبک و یک زنجیره سنگین است که با پیوند کووالانسی از طریق یک دی‌سولفید به هم متصل می‌شوند. زنجیره سبک مسئول انتقال است، در حالی که زنجیره سنگین برای تثبیت دیمِر ضروری است.
در مورد عملکرد LAT1 به‌عنوان یک تک‌بر یا ناهمسوبر اختلاف نظر وجود دارد. این انتقال‌دهنده دارای ویژگی‌های تک‌بر است که اسیدهای آمینه را به‌صورت یک‌طرفه و در جهت شیب غلظت به داخل سلول انتقال می‌دهد. با این حال، اخیراً مشخص شده است که این انتقال‌دهنده ویژگی‌های ناهمسوبری نیز دارد و اسیدهای آمینه خنثی را با اسیدهای آمینه فراوان درون سلول مبادله می‌کند.
بیش‌بیان LAT1 در سرطان انسانی مشاهده شده و با نقش آن در متابولیسم سرطان مرتبط است.

### انتقال‌دهنده‌های نوکلئوزید
انتقال‌دهنده‌های نوکلئوزید (ENTs) یا انتقال‌دهنده‌های تعادلی نوکلئوزید تک‌برهایی هستند که نوکلئوزیدها، باز نوکلئوتیدی و داروشناسی را از غشای سلولی انتقال می‌دهند.
نوکلئوزیدها به‌عنوان بلوک‌های سازنده نوکلئیک اسید عمل می‌کنند و اجزای کلیدی متابولیسم انرژی در تولید آدنوزین تری‌فسفات و گوانوزین تری‌فسفات هستند.
ENTها انتقال نوکلئوزیدها را در جهت شیب غلظت امکان‌پذیر می‌کنند. آن‌ها همچنین قادرند آنالوگ‌های نوکلئوزید را به اهداف درون‌سلولی برای درمان نئوپلاسم و عفونت‌های ویروسی تحویل دهند.
ENTها بخشی از خانواده ابرواسطه‌های اصلی (MFS) هستند و گفته می‌شود که نوکلئوزیدها را با استفاده از مدلی به نام «بستن و تغییر» منتقل می‌کنند. در این مدل، ابتدا سوبسترا به انتقال‌دهنده متصل می‌شود که باعث تغییر ساختاری و ایجاد حالت بسته می‌شود (بستن). سپس انتقال‌دهنده به سمت دیگر غشا تغییر می‌کند و سوبسترای متصل را آزاد می‌کند (تغییر).
انتقال‌دهنده‌های نوکلئوزید (ENTها) در پروتوزوآ و پستانداران یافت شده‌اند. در انسان، این انتقال‌دهنده‌ها به‌صورت ENT3 (hENT1-3) و ناقل غشای سلولی منوآمین (hENT4) کشف شده‌اند. ENTها در تمام انواع بافت‌ها بیان می‌شوند، اما برخی پروتئین‌های ENT در بافت‌های خاصی به مقدار بیشتری وجود دارند. hENT1 عمدتاً در غده فوق کلیوی، تخمدان، معده و روده کوچک یافت می‌شود. hENT2 بیشتر در بافت‌های عصبی و بخش‌های کوچکی از پوست، جفت، مثانه، ماهیچه قلب و کیسه صفرا بیان می‌شود. hENT3 به مقدار زیاد در قشر مغز، بطن‌های طرفی، تخمدان و غده فوق کلیوی یافت می‌شود. hENT4 که به‌طور گسترده‌تر به‌عنوان ناقل غشای سلولی منوآمین شناخته می‌شود، حرکت یون‌های آلی و آمین‌های زیستی را از غشا تسهیل می‌کند.

## سازوکار

سازوکار انتقال توسط تک‌بر در غشای سلولی

تک‌برها از طریق انتقال غیرفعال مولکول‌ها یا یون‌ها را بر اساس قوانین نفوذ فیک از غشای سلول عبور می‌دهند.
زمانی که یک مولکول خاص به انتقال‌دهنده تک‌بر در یک طرف غشا متصل می‌شود، این اتصال باعث تغییر ساختاری در پروتئین انتقال‌دهنده می‌شود. این تغییر شکل سه‌بعدی پروتئین را تغییر داده و باعث می‌شود مولکول سوبسترا در ساختار پروتئین انتقال‌دهنده به دام بیفتد. این تغییر ساختاری منجر به جابه‌جایی مولکول سوبسترا به طرف دیگر غشا می‌شود. در طرف دیگر غشا، انتقال‌دهنده تک‌بر دچار تغییر ساختاری دیگری می‌شود تا مولکول سوبسترا را آزاد کند. سپس، تک‌بر به شکل اولیه خود بازمی‌گردد تا مولکول دیگری را برای انتقال متصل کند.
برخلاف همسوبرها و ناهمسوبرها، تک‌برها فقط یک مولکول یا یون را در یک جهت، بر اساس شیب غلظت، انتقال می‌دهند. کل این فرایند به اختلاف غلظت مولکول سوبسترا در دو طرف غشا وابسته است و انرژی سلولی به‌صورت ATP برای این فرایند نیاز نیست.

## فرآیندهای فیزیولوژیکی
تک‌برها نقش مهمی در انجام وظایف مختلف سلولی ایفا می‌کنند. هر تک‌بر برای تسهیل انتقال یک مولکول یا یون خاص از غشای سلولی تخصص یافته است.
چند نمونه از نقش‌های فیزیولوژیکی تک‌برها عبارت‌اند از:
۱. جذب مواد مغذی: تک‌برها مانند انتقال‌دهنده‌های گلوکز (GLUTها) انتقال گلوکز به داخل سلول را برای تولید انرژی از طریق ای‌تی‌پی سنتاز تسهیل می‌کنند.
۲. تعادل یونی: تک‌برها به حفظ تعادل یون‌ها (مانند Na+
، K+
، Ca2+، Cl–
) در سلول کمک می‌کنند.
۳. متابولیسم: انتقال‌دهنده‌های تک‌بر در انتقال یون‌های ضروری، آمینو اسیدها و مولکول‌هایی که برای مسیر سوخت‌وساز، بیوسنتز پروتئین و تولید انرژی لازم هستند، نقش دارند.
۴. پیام‌رسانی سلولی: تک‌برهای کلسیمی به تنظیم سطح کلسیم درون‌سلولی کمک می‌کنند که برای ترارسانی ضروری است.
۵. دفع مواد زائد: تک‌برها در حذف پسماند سوخت‌وساز و سموم از سلول نقش دارند.
۶. تعادل اسید-باز: انتقال یون‌ها توسط تک‌برها به حفظ تعادل اسید-باز در سلول‌ها کمک می‌کند.

## جهش‌ها
جهش در ژن‌هایی که تک‌برها را رمزگذاری می‌کنند، منجر به تولید پروتئین‌های انتقال‌دهنده معیوب می‌شود. این نقص در عملکرد تک‌برها باعث اختلال در عملکرد سلولی شده و به بروز انواع بیماری‌ها و اختلالات منجر می‌شود.
| ژن دارای جهش                                                    | بیماری               | نتیجه بیماری |
| --------------------------------------------------------------- | -------------------- | --- |
| جهش در GLUT1 که انتقال‌دهنده‌های گلوکز (GLUTها) را رمزگذاری می‌کند | کمبود Glut1          | اختلال در انتقال گلوکز از سد خونی مغزی و علائم عصبی مانند تشنج، تأخیر در رشد و اختلالات حرکتی                              |
| جهش در CFTR که مجرای یونی را رمزگذاری می‌کند                     | فیبروز سیستیک        | مشکلات تنفسی و گوارشی به دلیل تشکیل مخاط غلیظ؛ این بیماری چندین اندام، به‌ویژه ریه‌ها و دستگاه گوارش را تحت تأثیر قرار می‌دهد |
| جهش در ژن KCNA1 که کانال پتاسیم را رمزگذاری می‌کند               | فلج دوره‌ای هیپوکالمی | ضعف عضلانی دوره‌ای؛ مرتبط با کاهش سطح پتاسیم به دلیل فعالیت انتقالی تغییر یافته                                             |
| جهش در SLC6A19 که انتقال‌دهنده اسید آمینه را رمزگذاری می‌کند      | بیماری هارت‌ناپ       | اختلال در جذب اسیدهای آمینه خاص در روده و کلیه‌ها                                                                           |
| جهش در ژن AGXT که انتقال‌دهنده غشای پراکسیزوم را رمزگذاری می‌کند  | هیپراگزالوریای اولیه | بیماری متابولیک؛ منجر به تجمع اگزالات و ایجاد سنگ کلیه و آسیب به کلیه می‌شود                                                |